# Boris Nemtsov
Boris Jefimovitj Nemtsov (russisk: Борис Ефимович Немцов tr. Boris Jefimovitj Nemtsov ; 9. oktober 1959 i Sotji - 27. februar 2015 i Moskva) var en russisk politiker, som var landets vicestatsminister fra 1997 til 1998 med særlig ansvar for energisektoren. Han var medstifter af det russiske parti Unionen af højrekræfter og blev anset for at være en frittalende kritiker af Vladimir Putin. Nemtsov blev skudt og dræbt på åben gade i Moskva 27. februar 2015.. I 2017 blev fem tjetjenere dømt for at have udført mordet, men de nærmere omstændigheder bag organiseringen og bestillingen af mordet mangler dog stadig at blive klarlagt.

## Eksterne links
- Wikimedia Commons har flere filer relateret til Boris Nemtsov